# Psilopsiagon aurifrons
O Periquito-da-cordilheira (Psilopsiagon aurifrons) é uma espécie de ave da família Psittacidae.
Pode ser encontrada nos seguintes países: Argentina, Bolívia, Chile e Peru.
Os seus habitats naturais são: matagal tropical ou subtropical de alta altitude.